# Vida Kocsárd
Vida Kocsárd Elemér (Somogyudvarhely, 1940. július 21. –) magyar politikus, országgyűlési képviselő.

## Életpályája

### Iskolái
A kaposvári Táncsics Mihály Gimnáziumban érettségizett. 1973-ban a Marx Károly Közgazdaságtudományi Egyetemen közgazdász diplomát szerzett.

### Pályafutása
Esztergályosként dolgozott. 1976-tól a Pannónia Szálloda- és Vendéglátóipari Vállalat Balatoni Igazgatósága igazgatója volt. 1997–1999 között a Balatoni Turisztikai Marketing Közhasznú Társaság vezetője volt.

### Politikai pályafutása
1971-ben a Magyar Szocialista Munkáspárt tagja lett. Országgyűlési képviselővé 1985. június 8-án Somogy megye 6. számú egyéni választókerületében választották meg.

## Művei
- Az üdültetés szociálpolitikai problémái (1976)
- Az idegenforgalom gazdasági szerepe és hatékonysága (1983)
- Az idegenforgalom helyzete Nagy-Britanniában (1983)
- A számítástechnika alkalmazása az idegenforgalomban és a vendéglátásban (1984)
- Értékesítési munka az idegenforgalomban (1985)
- IV. Idegenforgalmi Akadémia (1986)
- Érdekeltségi viszonyok - idegenforgalmi szervezeteink holnapja (1987)